# Монтиньи-ле-Мец (кантон)
Монтиньи́-ле-Мец (фр. Montigny-lès-Metz) — кантон во Франции, в регионе Эльзас — Шампань — Арденны — Лотарингия, департамент Мозель, округ Мец. До марта 2015 года кантон административно входил в состав упразднённого округа Мец-Кампань.
Численность населения кантона в 2007 году составляла 29814 человек. Код INSEE кантона — 57 20. С марта 2015 года код кантона — 57 15, в составе кантона 6 коммун, суммарная численность населения — 44 674 человека (2013), административный центр — коммуна Монтиньи-ле-Мец.

## Коммуны кантона
До марта 2015 года в составе кантона было 7 коммун:
| Коммуна           | Население | Почтовый индекс | Код INSEE |
| ----------------- | --------- | --------------- | --------- |
| Оньи              | 1 738     | 57685           | 57039     |
| Шьёль             | 350       | 57070           | 57142     |
| Мей               | 179       | 57070           | 57467     |
| Монтиньи-ле-Мец   | 23 437    | 57950           | 57480     |
| Сен-Жюльен-ле-Мец | 3 134     | 57070           | 57616     |
| Ванту             | 808       | 57070           | 57693     |
| Вани              | 244       | 57070           | 57694     |